# Francisco Rubio Goula
Francisco Rubio Goula (Xàtiva, ? - ?) fou un advocat, polític banquer i comerciant valencià, diputat a les Corts Espanyoles durant la restauració borbònica.

## Biografia
Tenia força negocis en el sector de l'alcohol i del vi i era propietari del diari El Correo. Participà en la Restauració borbònica i Alfons XIII el nomenà subsecretari del Ministeri d'Ultramar i membre del Consell d'Estat. Després es va adscriure al Partit Liberal, i fou diputat per Xàtiva a les eleccions generals espanyoles de 1905, 1910, 1916, 1918 i 1923, formant part de la fracció liberal demòcrata de Manuel García Prieto.